# Збірна Ліхтенштейну з футболу
Збірна Ліхтенштейну з футболу свій перший (неофіційний) матч зіграла 1981 року в Сеулі зі збірною Мальти; ця зустріч закінчилася нічиєю 1-1. Перший офіційний матч відбувся наступного року, в ньому Ліхтенштейн поступився збірній Швейцарії з рахунком 0-1.
Станом на 3 квітня 2025 посідає 205-e місце у рейтингу футбольних збірних світу.

## Історія
Найбільшу поразку в своїй історії збірна зазнала 1996 року, коли вона була розгромлена Македонією з рахунком 1-11.
Ліхтенштейн лише недавно став членом FIFA і не брав участі у відбіркових циклах міжнародних змагань до чемпіонату Європи 1996 року. В цьому турнірі він спочатку підніс сюрприз збірній Ірландії, зумівши вистояти проти неї з нульовою нічиєю, але потім швидко здобув репутацію європейського хлопчика для биття, яка досягла кульмінації в програші 1-11 пересічній команді Македонії у відбірковому матчі до Кубка Світу 1998 року.
Виступи збірної у кваліфікаційних змаганнях міжнародних турнірів були настільки невдалими, що привернули увагу британського автора Чарлза Коннелі; в його книзі «Stamping Ground: Liechtenstein’s Quest for the World Cup» він простежив весь відбірковий цикл команди у кваліфікаційних змаганнях до Кубка Світу 2002 року, під час якого збірна Ліхтенштейну програла всі вісім матчів і не змогла забити жодного гола.
В останні роки внаслідок участі клубів країни у швейцарському чемпіонаті і завдяки появі в команді декількох професійних гравців (особливо Маріо Фріка) гра збірної радикально поліпшилася. У відбірковому циклі чемпіонату Європи 2004 року Ліхтенштейн пропустив лише два м'ячі в матчі з футбольним грандом Англією; у кваліфікації до Кубка Світу 2006 року команда зробила ще більші успіхи і здобула 8 очок завдяки двом перемогам над Люксембургом і нічиїм із Португалією і Словаччиною, хоча й зазнала потім великої поразки від Словаччини з рахунком 0-7.

### Чемпіонати світу
- 1930 – 1990 — не брала участі
- 1994 — відмовилася від участі
- 1998 – 2022 — не пройшла кваліфікацію

### Чемпіонати Європи
- 1960 – 1992 — не брала участі
- 1996 – 2020 — не пройшла кваліфікацію

### Ліга націй УЄФА
| Ліга націй УЄФА | Ліга націй УЄФА | Ліга націй УЄФА | Ліга націй УЄФА | Ліга націй УЄФА | Ліга націй УЄФА | Ліга націй УЄФА | Ліга націй УЄФА | Ліга націй УЄФА | Ліга націй УЄФА | Ліга націй УЄФА |
| Рік             | Ліга            | Група           | І               | В               | Н               | П               | М+              | М-              | П/П             | Рей             |
| --------------- | --------------- | --------------- | --------------- | --------------- | --------------- | --------------- | --------------- | --------------- | --------------- | --------------- |
| 2018—19         | D               | 4               | 6               | 1               | 1               | 4               | 7               | 12              | ▬               | 52-е            |
| 2020—21         | D               | 2               | 4               | 1               | 2               | 1               | 3               | 2               | ▬               | 51-е            |
| 2022—23         | D               | 1               | 6               | 0               | 0               | 6               | 1               | 11              | ▬               | 55-е            |
| 2024—25         | D               | Буде визначено  | Буде визначено  | Буде визначено  | Буде визначено  | Буде визначено  | Буде визначено  | Буде визначено  | Буде визначено  | Буде визначено  |
| Усього          | Усього          | Усього          | 16              | 2               | 3               | 11              | 11              | 25              |                 |                 |

## Вдало зіграні матчі збірної Ліхтенштейну
Беручи участь у товариських матчах, а також у кваліфікаційних турнірах до чемпіонатів світу та Європи з футболу, збірна князівства Ліхтенштейн добивалася позитивного результату в таких матчах:
| Дата                                                          | Стадіон                                           | Суперник             | Рахунок1         | Автори голів у Ліхтенштейну                                      |
| Товариські матчі                                              | Товариські матчі                                  | Товариські матчі     | Товариські матчі | Товариські матчі                                                 |
| ------------------------------------------------------------- | ------------------------------------------------- | -------------------- | ---------------- | ---------------------------------------------------------------- |
| 18 серпня 1999 року                                           | «Райнпарк», Вадуц                                 | Боснія і Герцеговина | 0:0              |                                                                  |
| 27 березня 2002 року                                          | «Райнпарк», Вадуц                                 | Північна Ірландія    | 0:0              |                                                                  |
| 17 квітня 2002 року                                           | «Ум Голлешб'єрг», Есперанж                        | Люксембург           | 3:3              | Мартін Штоклаза (3)                                              |
| 30 квітня 2003 року                                           | «Райнпарк», Вадуц                                 | Саудівська Аравія    | 1:0              | Франц Бургмаєр                                                   |
| 20 серпня 2003 року                                           | «Райнпарк», Вадуц                                 | Сан-Марино           | 2:2              | Маріо Фрік, Франц Бургмаєр                                       |
| 11 серпня 2010 року                                           | «Лаугардалсволлур», Рейк'явік                     | Ісландія             | 1:1              | Міхаель Штоклаза                                                 |
| 17 листопада 2010 року                                        | «А. Ле Кок Арена», Таллінн                        | Естонія              | 1:1              | Маріо Фрік                                                       |
| 9 лютого 2011 року                                            | «Стадіо Олімпіко (Серравалле)», Серравалле        | Сан-Марино           | 1:0              | Мікеле Польверіно                                                |
| Кваліфікаційний раунд до Чемпіонату Європи 1996 року, група 6 |                                                   |                      |                  |                                                                  |
| 3 червня 1995 року                                            | «Шпортпарк Ешен-Маурен», Ешен                     | Ірландія             | 0:0              |                                                                  |
| Кваліфікаційний раунд до Чемпіонату Європи 2000 року, група 7 |                                                   |                      |                  |                                                                  |
| 14 жовтня 1998 року                                           | «Райнпарк», Вадуц                                 | Азербайджан          | 2:1              | Маріо Фрік (п.), Мартін Тельзер                                  |
| 4 вересня 1999 року                                           | «Райнпарк», Вадуц                                 | Угорщина             | 0:0              |                                                                  |
| Кваліфікаційний раунд до Чемпіонату Європи 2004 року, група 7 |                                                   |                      |                  |                                                                  |
| 8 вересня 2002 року                                           | «Райнпарк», Вадуц                                 | Македонія            | 1:1              | Мартін Штоклаза                                                  |
| Кваліфікаційний раунд до Чемпіонату світу 2006 року, група 3  |                                                   |                      |                  |                                                                  |
| 9 жовтня 2004 року                                            | «Райнпарк», Вадуц                                 | Португалія           | 2:2              | Франц Бургмаєр, Томас Бек                                        |
| 13 жовтня 2004 року                                           | «Жозі Бартель», Люксембург                        | Люксембург           | 4:0              | Мартін Штоклаза, Франц Бургмаєр, Маріо Фрік (п.), Франц Бургмаєр |
| 17 серпня 2005 року                                           | «Райнпарк», Вадуц                                 | Словаччина           | 0:0              |                                                                  |
| 7 вересня 2005 року                                           | «Райнпарк», Вадуц                                 | Люксембург           | 3:0              | Маріо Фрік, Беньямін Фішер, Томас Бек                            |
| Кваліфікаційний раунд до Чемпіонату Європи 2008 року, група F |                                                   |                      |                  |                                                                  |
| 28 березня 2007 року                                          | «Райнпарк», Вадуц                                 | Латвія               | 1:0              | Маріо Фрік                                                       |
| 2 червня 2007 року                                            | «Лаугардалсволлур», Рейк'явік                     | Ісландія             | 1:1              | Рафаель Рорер                                                    |
| 17 жовтня 2007 року                                           | «Райнпарк», Вадуц                                 | Ісландія             | 3:0              | Маріо Фрік, Томас Бек, Томас Бек                                 |
| Кваліфікаційний раунд до Чемпіонату світу 2010 року, група 4  |                                                   |                      |                  |                                                                  |
| 10 вересня 2008 року                                          | Стадіон ім. Тофіка Бахрамова, Баку                | Азербайджан          | 0:0              |                                                                  |
| 9 вересня 2009 року                                           | «Райнпарк», Вадуц                                 | Фінляндія            | 1:1              | Мікеле Польверіно                                                |
| Відбірковий турнір до Чемпіонату Європи 2012 року, група I    |                                                   |                      |                  |                                                                  |
| 3 червня 2011 року                                            | «Райнпарк», Вадуц                                 | Литва                | 2:0              | Філіппе Ерне, Мікеле Польверіно                                  |
| 2 вересня 2011 року                                           | «Стадіон імені С. Дарюса та С. Ґіренаса», Вільнюс | Литва                | 0:0              |                                                                  |

1. Першою вказана кількість голів, забитих збірною Ліхтенштейну

## Відомі гравці
- Маріо Фрік
- Райнер Хаслер
- Петер Єле